# Synagoge Freudental

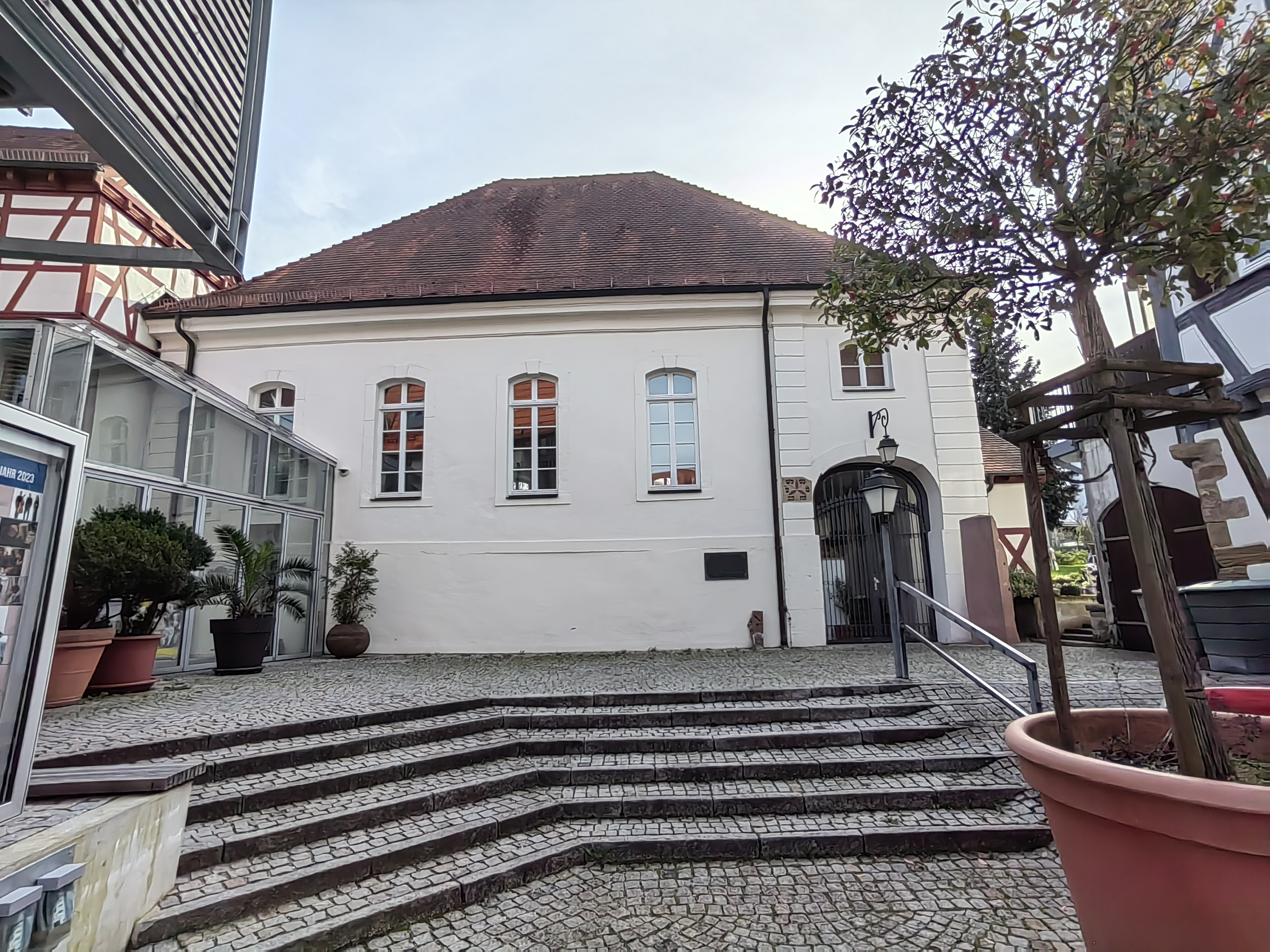
Synagoge in Freudental, 2023

Die Synagoge Freudental war eine Synagoge in Freudental im Landkreis Ludwigsburg im nördlichen Baden-Württemberg.
Die Synagoge in Freudental wurde im Jahr 1770 erbaut und diente bis 1938 als Gebets- und Versammlungsort für die jüdische Gemeinde in der Region. Seit ihrer Ansiedlung in Freudental im Herbst 1723 beteten die Jüdinnen und Juden zunächst in einem Raum im Judenschlössle und dann in einem nicht sehr soliden Vorgängerbau, der auf dem heutigen Synagogenvorplatz stand. Die Synagoge wurde am 10. November 1938 durch die Nationalsozialisten aus Ludwigsburg und Freudental verwüstet und geschändet. Anschließend wurde sie als Sporthalle und als Lager einer Schlosserei genutzt. Seit 1985 ist sie Gedenkstätte und Jugendbildungsakademie, das Programm gestaltet der Verein Pädagogisch-Kulturelles Centrum Ehemalige Synagoge Freudental.

## Baustil

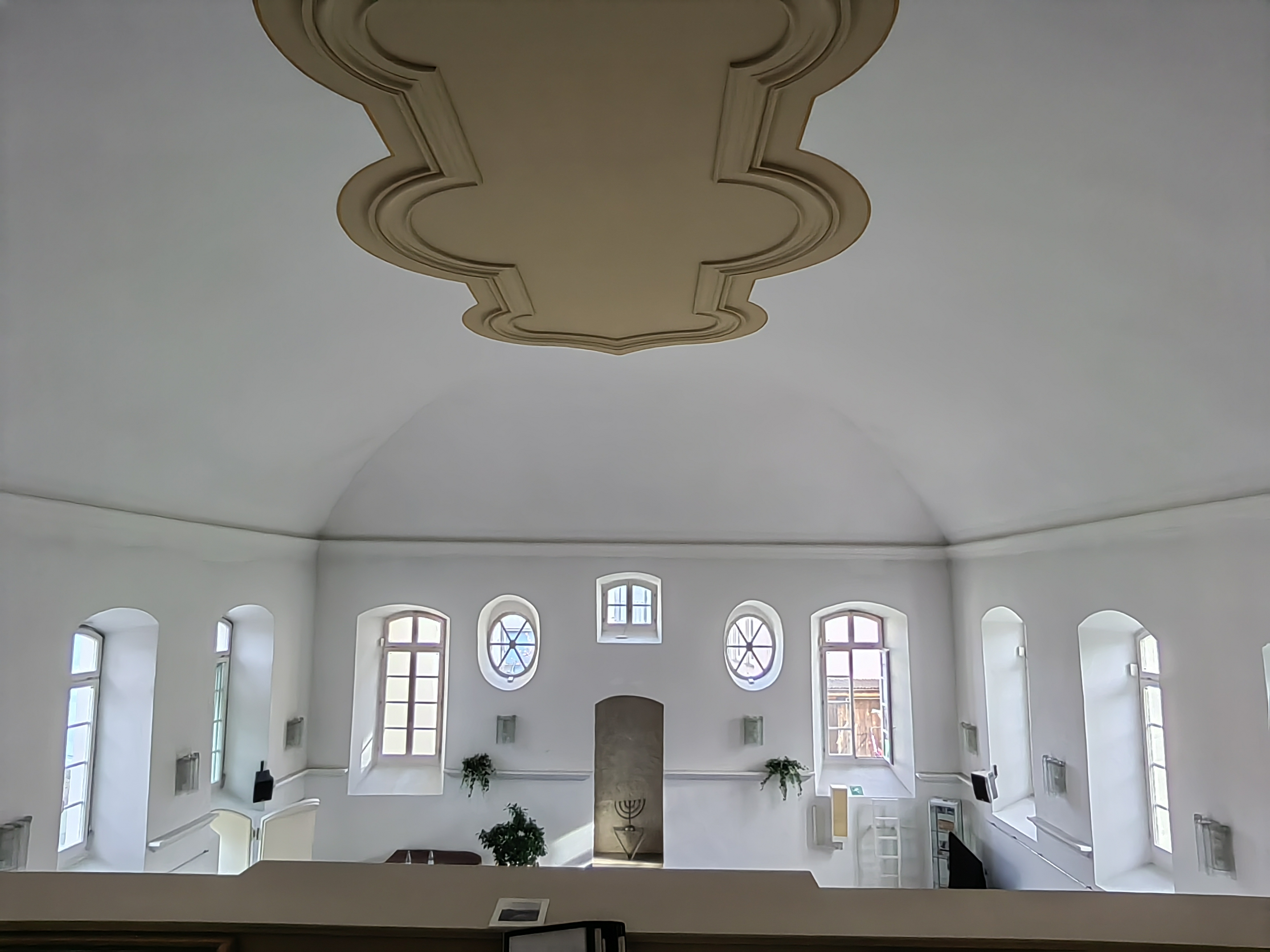
Innenbereich der Synagoge mit verzierendem Deckenornament

Die Synagoge in Freudental wurde während des Frühklassizismus errichtet und gilt bis heute als ein beeindruckendes Beispiel für den Stil dieser Epoche. Die Architektur zeichnet sich durch ihre klaren, symmetrischen Formen und die Verwendung von klassischen Elementen wie Säulen und Kapitellen aus.
Das Gebäude ist in mehrere Teile gegliedert. Im Hauptraum für die Männer befanden sich früher die Bima und der Toraschrein mit dem Ewigen Licht. Die Frauen beteten auf der Frauenempore. Die Fassade der Synagoge wird von einem trapezförmigen Giebel gekrönt. Die Fenster sind großzügig gestaltet und lassen viel Licht in den Raum. Die Innenausstattung der Synagoge in Freudental war ebenfalls im klassizistischen Stil gehalten, die Bima und der Toraschrein waren mit Säulen und Kapitellen verziert. Die Wände waren vermutlich weiß und der blaue Himmel der Synagoge mit goldenen Sternen ausgemalt. Heute ist die Decke mit einem Ornament ausgeschmückt.

## Geschichte bis 1933

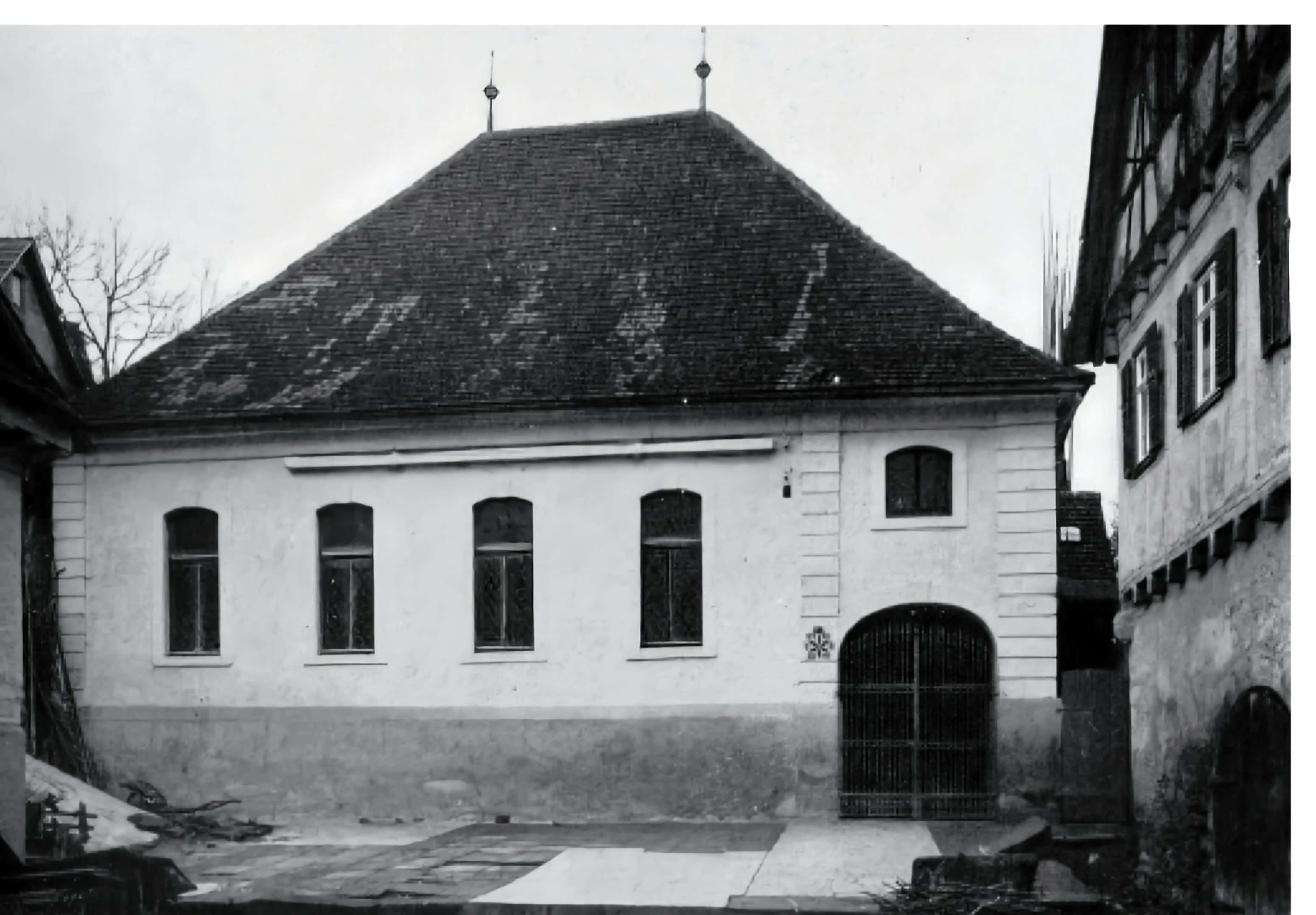
Synagoge Freudental 1932; Paul Rieger

Zu Beginn des 18. Jahrhunderts entstand durch Zuzug die Jüdische Gemeinde Freudental, die sich aus wenigen Familien zusammensetzte. Diese Gemeinde hatte keinen eigenen Gebetsraum und betete vermutlich in einem Raum des Judenschlössle, später dann in einem ersten Synagogenbau. Die im Jahr 1770 begonnene Synagoge wurde in einem Gartengrundstück direkt dahinter errichtet, also im jüdischen Teil von Freudental, etwas zurückversetzt von der Judengasse. Sie war ein bescheidener Bau mit einfachen, aber eleganten Details.
Von 1723 bis in die 1860er Jahre ist die jüdische Gemeinde stetig gewachsen, von zunächst sechs Familien bis zu mehr als 360 jüdischen Personen – das entsprach fast der Hälfte der Dorfbewohner. Durch die Emanzipation eröffneten sich neue Möglichkeiten für Jüdinnen und Juden, deshalb haben viele das Dorf verlassen und im Jahr 1933 zählte man nur noch 50 Juden.

## In der Zeit des Nationalsozialismus
Während der Zeit des Nationalsozialismus wurden die jüdischen Einwohner von Freudental diskriminiert und verfolgt. Rasch wurden sie aus dem öffentlichen Leben ausgeschlossen, jüdische Geschäfte und Viehhändler wurden boykottiert, die jüdischen Kinder gingen ab 1935 nicht mehr auf die allgemeine Schule. Die Synagoge in Freudental wurde am 10. November 1938 während der sogenannten Reichspogromnacht von den Nationalsozialisten verwüstet. Die Reichspogromnacht war ein koordinierter Angriff auf jüdische Einrichtungen, Geschäfte und Wohnungen in ganz Deutschland. In der Nacht vom 9. auf den 10. November 1938 wurden etwa 1.400 Synagogen und Betstuben angegriffen, viele jüdische Geschäfte und Wohnungen zerstört oder geplündert und tausende Juden verhaftet und in Konzentrationslager deportiert. In Freudental war bereits am Morgen des 10. November 1938 geplant, die Synagoge abzubrennen. Um dies durchzuführen, war die SA aus Ludwigsburg angerückt. Man sah dann aber doch von dieser Maßnahme ab, da die umliegenden Bewohner die Befürchtung hatten, das Feuer könnte auch auf ihre Häuser überspringen und so einen Großbrand auslösen. Die Plünderung und Verwüstung der Synagoge wurde dennoch „nach Plan“ der Nationalsozialisten durchgeführt und viele Objekte aus der Synagoge auf dem örtlichen Sportplatz verbrannt. Die jüdische Gemeinde in Freudental wurde in der Folgezeit immer weiter eingeschränkt und schließlich fast vollständig aufgelöst. 33 jüdische Einwohnerinnen und Einwohner wurden bis 1942 von den Nationalsozialisten deportiert und in Konzentrationslagern ermordet. Diejenigen, die überlebten, verließen den Ort und kehrten auch nach Kriegsende nicht zurück. Der Raum der Synagoge wurde nach einigen Reparaturen von der Hitlerjugend als Sporthalle benutzt.

## Die ehemalige Synagoge als Lager und seit 1985 als Jugendbildungsakademie

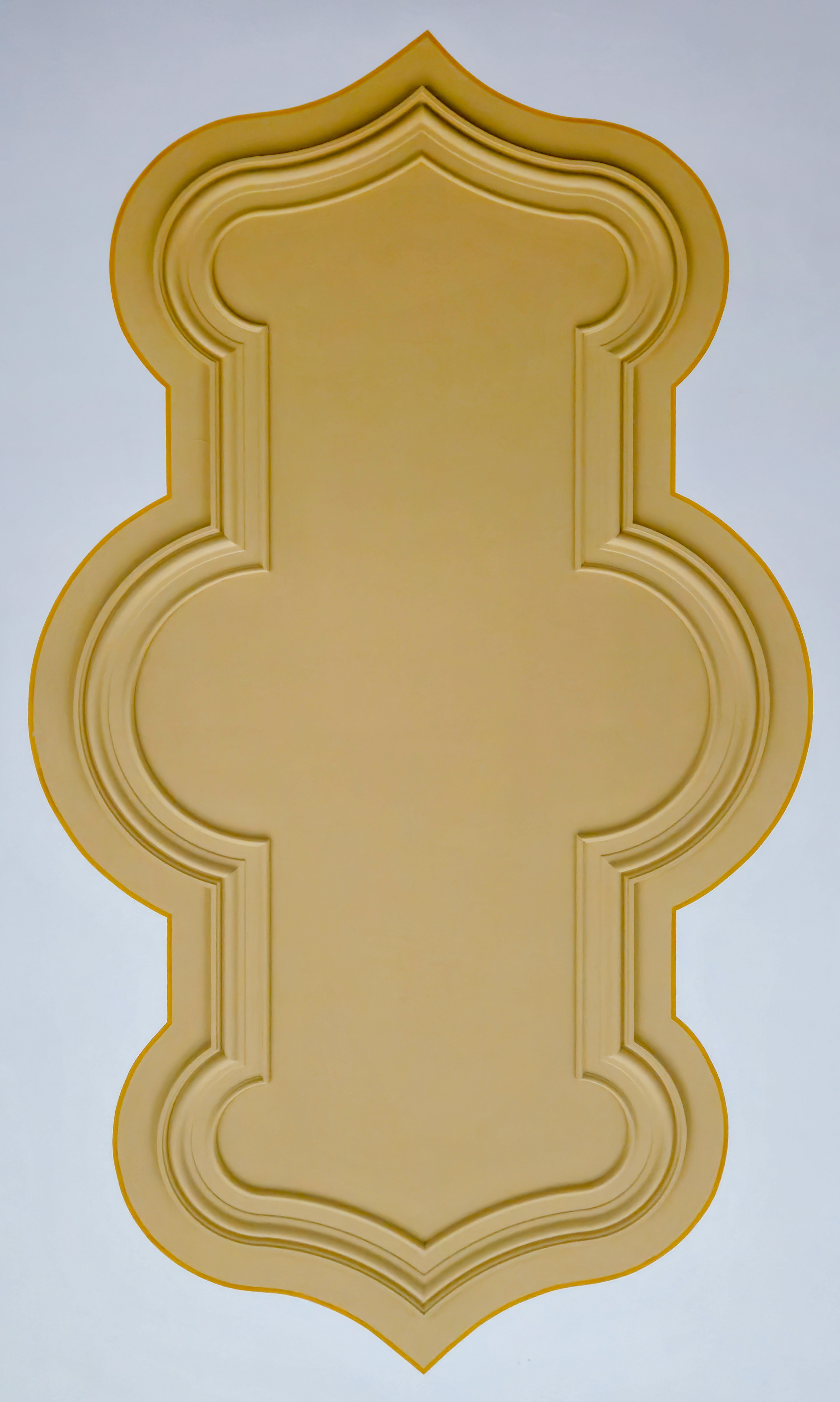
Deckenornament in der Synagoge

1949 musste die Synagoge an die jüdische Gemeinde Stuttgart zurückgegeben werden, welche sie an die Gemeinde Freudental verkaufte. Sie wurde an einen Handwerksbetrieb weiterverkauft, der daraus einen Lagerraum für seine Schlosserei machte. 1979 sollte die Synagoge aufgrund von Baufälligkeit abgerissen werden, was aber durch eine Bürgerinitiative verhindert werden konnte. Das Gebäude wurde mit viel ehrenamtlicher Arbeit restauriert. Seit 1985 gestaltet das Pädagogisch-Kulturelle Centrum Ehemalige Synagoge Freudental e.V. (PKC) ein umfangreiches kulturelles und pädagogisches Programm; ganz vereinzelt – wenn jüdische Gäste da sind – finden auch Schabbatgebete hier statt. Das PKC ist ein wichtiger Anlaufpunkt für Schüler sowie für interessierte Bürger, die sich über die jüdische Geschichte und Kultur informieren möchten und bietet eine Vielzahl von pädagogischen Angeboten für Schulen und Gruppen an, darunter Führungen durch die Synagoge und den jüdischen Friedhof, Vorträge und Workshops zu verschiedenen Themen der jüdischen Geschichte und Kultur sowie Veranstaltungen und Projekte in Zusammenarbeit mit Schulen und anderen Einrichtungen.